# Battlestar Galactica
Battlestar Galactica è un media franchise creato da Glen A. Larson. La prima serie televisiva, Galactica (Battlestar Galactica in originale), venne trasmessa nel 1978 e fu seguita da un breve sequel nel 1980 (Galactica 1980). Il franchise originale comprende inoltre una collana di romanzi, una serie a fumetti, un gioco da tavolo e diversi videogame.
Ronald D. Moore e David Eick svilupparono nel 2003 la miniserie televisiva Battlestar Galactica, remake della serie originale, che venne seguita dall'omonima serie televisiva trasmessa tra il 2004 e il 2009. È invece del 2010 il prequel Caprica.
Tutte le produzioni di Battlestar Galactica hanno in comune lo stesso plot narrativo: in una lontana parte della nostra galassia una civiltà umana vive sparsa su un gruppo di pianeti noti come le Dodici Colonie, su cui si è trasferita dopo essere migrata dall'ancestrale mondo nativo di Kobol. Le Dodici Colonie sono in conflitto da decenni con la razza cibernetica dei cyloni, il cui obiettivo è lo sterminio della specie umana. L'Impero cylone offre un trattato di pace agli umani, che si rivela essere un inganno. Con l'aiuto di un traditore umano chiamato Baltar, i cyloni operano un feroce attacco ai pianeti delle Dodici Colonie e alla Flotta Coloniale che le protegge, mettendo in ginocchio la specie umana. I sopravvissuti al genocidio lasciano i pianeti e scappano a bordo delle poche astronavi scampate all'attacco cylone. A bordo del Galactica, il Comandante Adamo conduce la flotta di fuggitivi alla ricerca della leggendaria tredicesima colonia conosciuta come Terra.

## Serie originali

### Galactica (1978-1979)

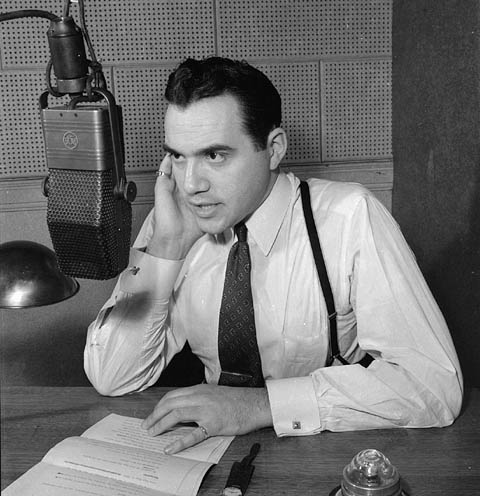
Lorne Greene (nel 1942), interprete del Comandante Adama.

Il creatore e produttore esecutivo Glen A. Larson concepì l'idea originale di Battlestar Galactica, che inizialmente chiamò "Adam's Ark" ("L'arca di Adamo"), durante gli anni sessanta. Tuttavia, non riuscì a trovare un supporto economico per molti anni.
Battlestar Galactica venne infine prodotta grazie al successo del film Guerre stellari del 1977. La casa di produzione 20th Century Fox fece causa agli Universal Studios di Battlestar Galactica per violazione di copyright, sostenendo che la prima avesse copiato almeno 34 idee da Star Wars. Universal Studios al contrario sostenne che lo stesso Guerre stellari fosse colpevole di plagio nei confronti del film 2002: la seconda odissea del 1972 e del serial cinematografico Buck Rogers degli anni quaranta. La controversia si risolse con un accordo extragiudiziale.
Inizialmente Larson pensò a Battlestar Galactica come a una serie di film per la televisione (un film pilota dalla durata di tre ore e due puntate di due ore ciascuno), prodotti per la rete televisiva American Broadcasting Company. Una versione più corta del pilot di tre ore, Saga of a Star World, venne trasmessa prima nei cinema canadesi e successivamente anche in quelli statunitensi. Al posto della serie di film, la ABC optò per una serie televisiva con cadenza settimanale da un'ora ad episodio.
Nel 1979 la serie vinse nella sesta edizione dei People's Choice Awards, nella categoria "Nuova serie televisiva drammatica".
L'episodio pilota della serie televisiva venne trasmesso il 17 settembre 1978, ma venne interrotto dalla notizia della firma degli accordi di Camp David tra il presidente egiziano Anwar al-Sadat e il Primo Ministro israeliano Menachem Begin.
Negli otto mesi successivi alla parziale messa in onda del primo episodio, vennero prodotti diciassette nuovi episodi, per un totale di 24 ore di video. A causa dei bassi ascolti e dei costi di produzione, ABC cancellò Battlestar Galactica nell'aprile del 1979. L'ultimo episodio, Messaggio dallo spazio tempo, venne trasmesso il 29 aprile 1979.
La serie approdò in Italia con il nome di Galactica e venne trasmessa in chiaro da Canale 5 tra l'ottobre e il dicembre del 1982.

### Galactica (1980)
Durante l'autunno del 1979, l'esecutivo della ABC si incontrò con il creatore di Battlestar Galactica Glen A. Larson per trovare un accordo e far ripartire la serie. Al fine di far incuriosire nuovi telespettatori, si decise di rinnovare la trama: la Flotta Coloniale avrebbe fatto approdo sulla Terra contemporanea degli anni '80 e l'avrebbe protetta dai cyloni. Venne quindi prodotto un nuovo film per la televisione, che anche in questo caso venne trasformato in una serie televisiva a cadenza settimanale.
Nonostante il successo dell'episodio pilota, la serie venne cancellata dopo appena dieci episodi a causa della popolarità della prima serie e del basso budget a disposizione (vennero ad esempio riciclate parti di pellicola dal film Terremoto del 1974 per una delle scene dell'attacco cylone). La sceneggiatura subì numerose rivisitazioni, a causa tra l'altro delle scelte di programmazione: la serie venne infatti trasmessa di domenica sera, quando andavano in onda generalmente programmi per famiglie, e ai produttori venne richiesto di ridurre le scene di violenza e inserire contenuti educativi all'interno dei dialoghi.
Per ridurre i costi di produzione, la serie era prevalentemente ambientata sulla Terra contemporanea, con grande disappunto da parte dei fan. All'apatia dei telespettatori contribuì inoltre la scelta di ingaggiare gran parte del cast originale:
Lorne Greene riprese il ruolo di Adamo (lavorando gratis), Herbert Jefferson interpretò il Colonnello Boomer in circa metà degli episodi (apparendo però poco sullo schermo), e Dirk Benedict rientrò nei panni di Scorpion in un solo episodio, quello conclusivo, che risultò essere un montaggio di vecchi filmati. Richard Hatch (Capitan Apollo nella serie originale) rifiutò la parte poiché non era sicuro di come fosse stato riadattato il suo personaggio.
In Italia la serie venne trasmessa, nuovamente col nome di Galactica, tra il settembre e l'ottobre del 1983 da Canale 5.

### Adattamenti cinematografici
Tra il 1978 e il 1980 vennero prodotti tre adattamenti cinematografici di alcuni episodi delle serie televisive. Il primo film, Battaglie nella galassia, era una versione modificata dell'omonimo episodio pilota della prima serie (Saga of a Star World in originale). Il film venne distribuito nei cinema canadesi, europei e dell'America latina, prima ancora che negli Stati Uniti.
Il secondo film, Galactica - L'attacco dei Cylon (Mission Galactica: The Cylon Attack) venne prodotto montando scene degli episodi L'attacco dei Cylon e Fiamme nello spazio. Venne distribuito nei cinema giapponesi ed europei nel 1979.
Il terzo film, Conquest of the Earth, costituito usufruendo del materiale della serie Galactica 1980, venne distribuito nel 1981 in Europa e in Australia.

## Primi tentativi di rilancio
Indipendentemente l'uno dall'altro, Glen A. Larson, Richard Hatch e Bryan Singer tentarono di rilanciare Battlestar Galactica, che era diventata una vera propria serie di culto.
Nel 1998 Richard Hatch progettò un video di 30 minuti, intitolato Battlestar Galactica: The Second Coming, che vedeva la partecipazione di numerosi membri del cast originale e l'uso di effetti speciali all'avanguardia. Il video venne mostrato ad alcune convention a tema fantascientifico, ma non riuscì ad essere il trampolino di lancio per una nuova serie.
Nel 1999, il produttore del film Wing Commander - Attacco alla Terra Todd Moyer e il creatore della serie originale Glen Larson annunciarono di voler produrre un film basato sulla serie televisiva, in cui sarebbe inoltre comparsa l'astronave Pegasus.
Nel 2000 il regista e produttore esecutivo della serie cinematografica degli X-Men Bryan Singer e Tom DeSanto iniziarono a sviluppare una miniserie televisiva di Battlestar Galactica sotto l'egida degli Studios USA per il canale televisivo Fox Broadcasting Company. La serie sarebbe dovuta partire nel novembre 2001, ma la produzione fece ritardo a causa degli attacchi terroristici dell'11 settembre. Bryan Singer dovette assentarsi a causa del suo impegno nella direzione del film X-Men 2, e l'esecutivo Fox perse interesse nel progetto.
Il 20 febbraio 2009 IGN annunciò un possibile film reboot della serie originale, diretto e prodotto da Glen Larson. Il 14 agosto 2009 venne data la notizia che il film sarebbe stato una "reimmaginazione" di Battlestar Galactica e che Bryan Singer era stato assunto come regista e produttore insieme a Larson.

## Remake

### Miniserie (2003)
Nonostante i numerosi tentativi di rilancio, nessun progetto ebbe successo fino al remake del 2003, ideato da Ronald D. Moore e David Eick, prodotto dalla casa di produzione Universal Television e trasmesso come miniserie su Sky 1 e Sci-Fi Channel. Il candidato agli Academy Award Edward James Olmos venne ingaggiato per il ruolo del Comandante Adamo, mentre la due volte candidata agli Academy Award Mary McDonnell per quello del Presidente Roslin. Il successo della miniserie permise la produzione di una serie televisiva omonima, costituita da quattro stagioni, che vennero trasmessa dal 2004 al 2009.

### Serie (2004-2009)
La serie televisiva debuttò nel Regno Unito sul canale Sky 1 nell'ottobre del 2004 e venne successivamente trasmessa su Sci-Fi Channel nel gennaio 2005. I membri del cast erano gli stessi di quello della miniserie: Edward James Olmos tornò nei panni del Comandante William Adama e Mary McDonnell in quelli del Presidente Laura Roslin. Katee Sackhoff, Jamie Bamber, James Callis, Grace Park e Tricia Helfer vennero anch'essi ingaggiati nei rispettivi ruoli. Richard Hatch, che interpretò il Capitano Apollo nella serie originale, venne assunto per interpretare l'ex terrorista Tom Zarek.
Una versione modificata della miniserie pilota venne trasmessa sulla NBC il 9 gennaio 2005, cinque giorni prima del debutto della serie. NBC contribuì alla promozione della seconda stagione mandando in onda tre episodi scelti della prima. Le prime tre stagioni vennero trasmesse tra il 2005 e il 2008, mentre la quarta venne divisa in due parti a causa dello sciopero degli sceneggiatori del 2007, separate da sette mesi di pausa. La seconda parte della quarta stagione venne trasmessa dal 16 gennaio 2009.
La serie ricevette critiche positive anche da parte di canali non di genere. La rivista Time e il New York Newsday la definirono la miglior serie televisiva del 2005. Altri quotidiani, come il The New York Times, il The New Yorker, il National Review e la rivista Rolling Stone presentarono anch'essi recensioni positive.
La serie ha ricevuto un Peabody Award all'eccellenza, diversi Emmy Award per gli effetti speciali e nomination agli Emmy per sceneggiatura e regia. Il Time Magazine l'ha definita una delle migliori serie televisive di tutti i tempi.

### Webserie
La prima webserie, The Resistance, venne prodotta per promuovere la terza stagione della serie televisiva. Gli episodi seguivano le vicende dei personaggi a cavallo tra la seconda e la terza stagione, senza rivelare gli eventi a venire. Ogni settimana vennero pubblicati due webisodi, dalla durata di tre minuti circa ciascuno.
La webserie Razor Flashbacks vede protagonista un giovane William Adama durante la prima guerra cylone. I sette webisodi vennero pubblicati per lanciare il film per la televisione Battlestar Galactica: Razor.
Nel maggio 2008 vennero annunciati altri dieci webisodi da pubblicare durante la pausa di trasmissione tra il decimo e l'undicesimo episodio della quarta stagione. The Face of the Enemy debuttò il 12 dicembre 2008 su SciFi.com.

### Film per la televisione

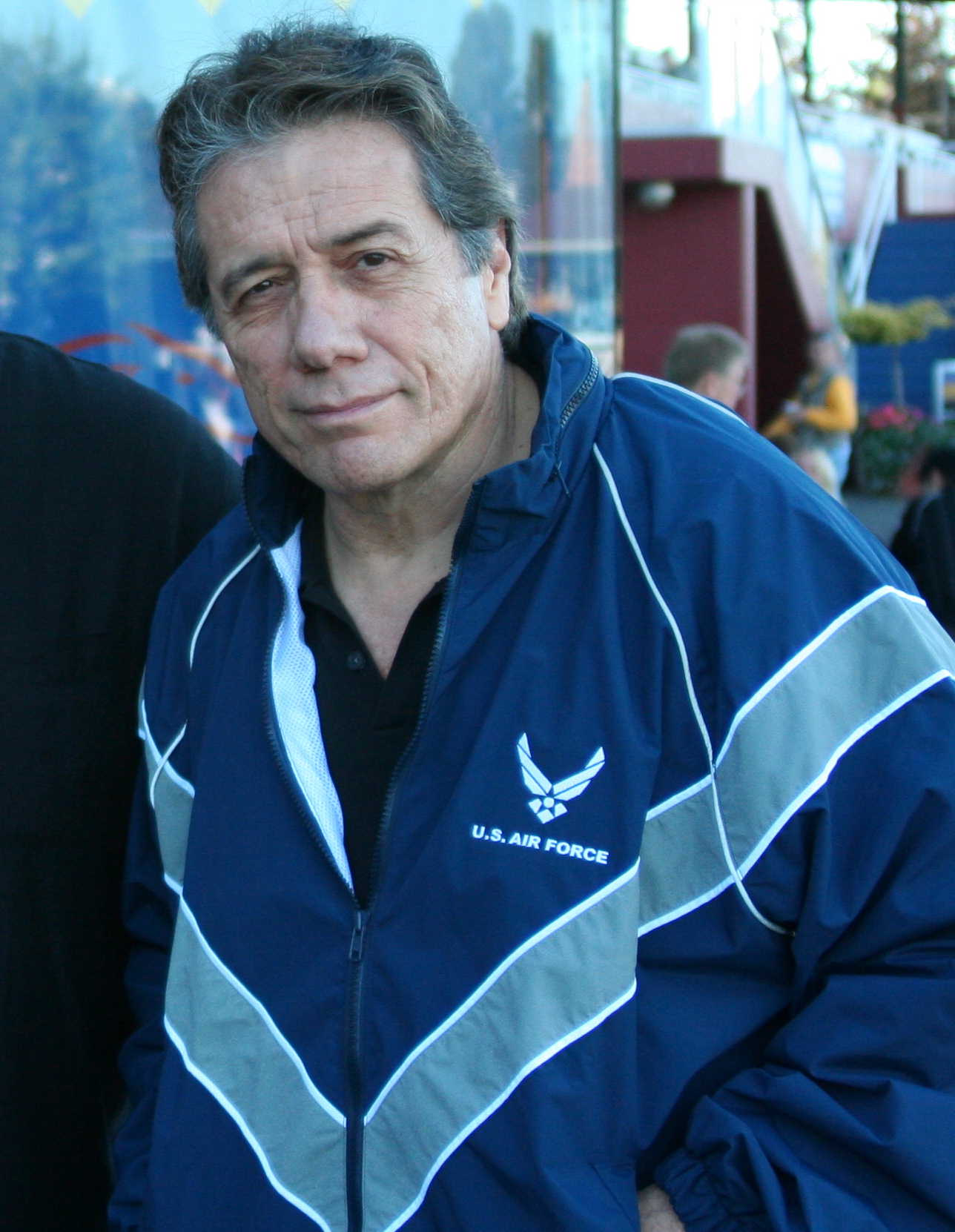
Edward James Olmos (nel 2006), interprete di William Adama e regista di Battlestar Galactica: The Plan.

Battlestar Galactica: Razor è un film per la televisione prodotto e trasmesso tra la terza e la quarta stagione della serie televisiva. Razor segue le vicende avvenute sull'astronave Pegasus in due diversi periodi temporali: in quello "presente" (che corrisponde grosso modo alla seconda parte della seconda stagione della serie) l'astronave è sotto il comando di Lee Adama; quello "passato", narrato tramite flashback, è invece ambientato nel periodo tra l'attacco cylone e il ricongiungimento con il Galactica e la Flotta Coloniale. Entrambe le linee temporali sono precedenti agli eventi della quarta stagione.
Il film venne trasmesso negli Stati Uniti e in Canada il 24 novembre 2007 e nel Regno Unito e in Irlanda il 18 dicembre dello stesso anno. Una versione ampliata venne pubblicata in DVD il 4 dicembre 2007.
Il 7 agosto 2008 Sci Fi Channel annunciò la produzione di un secondo film per la televisione dalla durata di due ore, che avrebbe dovuto essere trasmesso dopo l'episodio finale della quarta stagione. La produzione iniziò l'8 settembre 2008. Il film fu pubblicato in DVD, Blu-Ray e in download digitale il 27 ottobre 2009 e venne trasmesso su Sci Fi il 10 gennaio 2010. Scritto da Jane Espenson e diretto da Edward James Olmos, The Plan segue gli eventi dell'attacco delle Dodici Colonie dalla prospettiva di due cyloni, Cavil e Anders. Il cast comprende Edward James Olmos, Michael Trucco, Aaron Douglas, Dean Stockwell, Tricia Helfer, Grace Park, Rick Worthy, Matthew Bennett, Callum Keith Rennie, Michael Hogan e Rekha Sharma.
Il 24 luglio 2009 Edward James Olmos ha dichiarato che The Plan non sarebbe stato l'ultimo film di Battlestar Galactica.

## Spin-off

### Caprica
La serie televisiva Caprica ha debuttato su Syfy il 22 gennaio 2010, definendosi una "saga familiare". L'episodio pilota di due ore convinse Syfy ad ordinare una stagione di 20 episodi. Caprica è ambientata sull'omonimo pianeta delle Dodici Colonie circa cinquant'anni prima degli eventi narrati dalla serie televisiva; ruota attorno alle vicende delle famiglie Adama e Graystone, narrando gli eventi che portano alla prima guerra cylone.
L'episodio pilota venne diretto da Jeffrey Reiner (Friday Night Lights) e interpretato da Eric Stoltz, Esai Morales, Paula Malcomson, Alessandra Torresani e Polly Walker. Venne pubblicato in DVD il 21 aprile 2009.
Il 27 ottobre 2010 Syfy cancellò Caprica a causa dei bassi ascolti.

### Blood & Chrome
Battlestar Galactica: Blood & Chrome è stato una serie spin-off di 10 episodi che aveva lo scopo di lanciare una serie completa. Grazie al successo di pubblico e critica della serie televisiva e del suo spin-off Caprica Syfy decise di accordarsi con lo showrunner Ronald D. Moore per produrre un episodio pilota con protagonista un giovane William Adama, ambientato durante la prima guerra cylone. Tuttavia si decise di non proseguire con il lancio della serie.

## Altri media

### Giochi e videogiochi
Un videogioco online di Battlestar Galactica è stato creato dalla Bigpoint Games, dal titolo Battlestar Galactica Online.
Battlestar Galactica the Board Game è distribuito attualmente dalla Giochi Uniti in Italiano. In inglese è distribuita dalla Fantasy Flight Games. Esiste una edizione precedente della Editrice Giochi con errori di stampa e regole sbagliate, la cui versione corretta si trova sul sito della EG o sui vari siti di giochi in scatola come La tana dei goblin o BoardGameGeek. Del gioco esistono tre espansioni. La prima si chiama Pegasus, la seconda Exodus e la terza Daybreak. La durata media di gioco è di 3 ore (maggiore se si usano una o più espansioni) e il numero consigliato di giocatori è di 5 o 6.
Il gioco di combattimenti tra astronavi Battlestar Galactica: Starship Battles, di Andrea Angiolino e Andrea Mainini, è stato pubblicato dalla Ares Games in inglese. In italiano è stato pubblicato dalla Tesla Games, in francese dalla Asyncron Games. Il gioco base include due miniature di Viper Mk.II e due di Raider cyloni in scala 1/160; ulteriori Spaceship Packs presentano gli stessi modelli con altre finiture, il Raptor, l'Heavy Raider, il Viper Mk.VII.